# ديفيد جيمس كامبل
ديفيد جيمس كامبل (بالإنجليزية: David James Campbell)‏ هو كاتب ومخرج أسترالي، ولد في 6 يونيو 1983.

## وصلات خارجية
- ديفيد جيمس كامبل على موقع IMDb (الإنجليزية)
- ديفيد جيمس كامبل على موقع قاعدة بيانات الفيلم (الإنجليزية)
- ديفيد جيمس كامبل على موقع كينوبويسك (الروسية)